# مدار هاله نزدیک راست‌خط

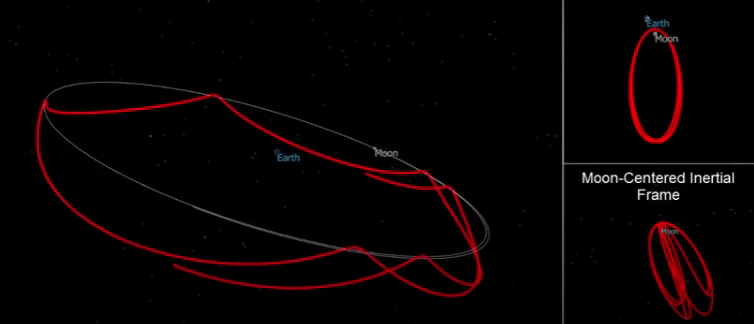
مدار هاله نزدیک راست‌خط (NRHO) در فضای Cislunar، منطقه‌ای بیرون زمین که شامل مدارهای ماه، فضای مداری ماه به دور زمین و نقاط لاگرانژی است.

در مکانیک مداری، مدار هاله نزدیک راست‌خط (انگلیسی: Near-rectilinear halo orbit) که NRHO نامیده می‌شود، یک مدار هاله است که از نزدیکی جسم کوچکت‌ر از دو جرم آسمانی عبور می‌کند و رفتار تقریباً ثابت و پایدار دارد. مأموریت کپستون که در سال ۲۰۲۲ پرتاب شد، نخستین فضاپیمایی است که از چنین مداری در فضای ماورای جو استفاده می‌کند و این مدار ماه‌مرکزی به عنوان منطقه ای برای ماموریت‌های فضایی آینده در ماه برنامه‌ریزی شده است. برخلاف مدار ماه‌مرکزی که ناسا آن را به عنوان عمق چاه گرانشی ماه توصیف می‌کند، مدار هاله نزدیک راست‌خط (NRHO) به عنوان «متعادل در لبه» چاه گرانشی توصیف شده است.
مدارهای NRHO زیرمجموعه‌ای از خانواده هاله L1 و L2 به‌شمار می‌روند. این نوع مدار می‌تواند با ریزسیاره‌های دیگر در منظومه شمسی و ماورای آن نیز استفاده شود.